# Jadwiga Kusińska
Jadwiga Kusińska (ur. 29 września 1903 we Lwowie, zm. 2 lipca 1993 w Krakowie) – bibliotekarka polska, kustosz w Bibliotece Uniwersyteckiej we Wrocławiu.

## Życiorys
Przed II wojną światową studiowała na Uniwersytecie Lwowskim, magisterium z historii uzyskała jednak dopiero w 1947 na Uniwersytecie Wrocławskim. W 1948 podjęła pracę w charakterze asystenta bibliotecznego w Bibliotece Zakładu Narodowego imienia Ossolińskich we Wrocławiu, skąd po niespełna roku przeszła do Biblioteki Uniwersyteckiej we Wrocławiu. Tamże powołała do życia i kierowała Gabinetem Kartograficznym (od 1961 pod nazwą Oddział Zbiorów Kartograficznych). Do jej zadań należało m.in. zorganizowanie przeprowadzki zbiorów z siedziby przy ulicy Szajnochy do odbudowanego gmachu przy ulicy św. Jadwigi. W 1958 została kustoszem. Na emeryturę przeszła w 1965.
Zasłużona dla zabezpieczania zbiorów specjalnych, szczególnie kartograficznych, zajmowała się też ich katalogowaniem – pracowała nad katalogiem map i atlasów do XIX wieku, a z warszawskim Instytutem Geografii Polskiej Akademii Nauk współpracowała w zakresie opracowania Katalogu Centralnego Zbiorów Kartograficznych. Miała także udział w wydaniu inwentarza rękopisów Biblioteki Zakładu Narodowego imienia Ossolińskich. Na potrzeby Słownika pracowników książki polskiej (1972) napisała życiorys bibliotekarki Zofii Gostomskiej-Zarzyckiej. W 1955 opublikowała Wykaz czasopism i wydawnictw ciągłych z zakresu historii.
Należała do Związku Bibliotekarzy i Archiwistów Polskich (potem Stowarzyszenia Bibliotekarzy Polskich). Zmarła 2 lipca 1993 w Krakowie.